# Ель-Трапіче
Ель-Трапіче (ісп. El Trapiche) — руїни міста цивілізації мая у Сальвадорі. Руїни являють собою значну цінність для науки, визнані історико-архітектурною пам'яткою національного значення.

## Історія
Стародавня назва невідома. Було засновано на самому початку докласичного періоду, близько 1200 року до н. е. За однією з версій започатковано ольмеками як торговельна факторія, задля вивозу з цієї місцини какао, металів та інших товарів. Ціле тисячоліття місто процвітало і вело активну торгівлю (насамперед з Камінальхую), з часом тут посилилася маянська сутність населення, асимілювавши ольмецьку. Разом з тим зберігся вплив ольмеків на культуру міста. Достеменно невідомо чи було утворено наприкінці докласичного періоду самостійну місто-державу.
Розквіт припав на X—XI століття до н. е. Втім близько II століття до н. е. поселення було полишене через постійні вулканічні виверження Ілопанго. Остаточно Ель-Трапіче було засипано вулканічним пилом й ніколи не відновлювалося.

## Опис
Розташовано на околиці міста Чальчуапа. Архітектурний стиль відповідає ольмецькому періоду, багато схожого зі спорудами міста Ла-Венти.
Сьогодні від колишньої величі Ель-Трапіче залишилися лише руїни кам'яних пірамід, рештки стародавнього цвинтаря, а також безліч артефактів — глиняний посуд, знаряддя з обсидіану, фрагмент стели з ієрогліфами мая та інші знахідки. Сьогодні всі вони зберігаються в музеї Тасумаль і поглянути на них може будь-хто.
На межі II і I тисячоліття до н. е. була споруджена перша версія Споруди Е3-1. У середньоформативну фазу (900—500/400 роки до н. е.) в Ель-Трапіче були споруджені монументальні споруди: Будова Е3-1 досягає заввишки 20 м. Під час етапу Кайнак близько 200 року до н. е. піраміда Е3-1 була розширена і надбудована, на її вершині були зведені сходи з адобів. Перед пірамідою було створено масштабну площу розміром 0,5х1 км. По периметру площі були споруджені численні платформи, що облицьовані камінням.
З'явилися перші пам'ятники монументальної скульптури в середині докласичного періоду. Стела 12 зображує зустріч чотирьох осіб, з яких троє стоять, а четвертий сидить. Усі вони носять головні убори, намиста і сережки, а в руках тримають жезли, ймовірно, символи влади.
Цікава стела I з великим, але сильно зіпсованим ієрогліфічним текстом дозволила Ієну Грехему висунути гіпотезу стосовно можливого походження писемності мая саме з цього міста. Зараз на ній можна розрізнити цифру і знак WINIK (20-денний місяць маянського календаря).
На виявленому фрагмент ранньої маянської стели зображено сидячий жрець або правитель у надзвичайно пишному головному уборі з пір'я. Права рука його впирається в землю, а в витягнутої вперед лівої він тримає велику голову ягуара, прикрашену звисаючим пір'ям. У верхній частині стели розташовано великий (принаймні 10 стовпців) ієрогліфічний напис.
У кургані разом з фрагментами останньої стели знайдено голову ягуару, що виготовлено з каменю. Надалі цей стиль поширився серед мая класичного періоду.

## Історія досліджень
У 1957 році археологічний відділ Інституту Карнегі рекомендував Музею Пібоді при Гарвардському університеті почати розкопки лівобережжя річки Пасьон. Проведене протягом 1958—1963 років археологічне дослідження обстеження довколишнього району виявило кілька невідомих маянських городищ, зокрема Ель-Трапіче.